# Marioú
Marioú (Mariou) är en ort i Grekland.   Den ligger i prefekturen Nomós Rethýmnis och regionen Kreta, i den sydöstra delen av landet, 300 km söder om huvudstaden Aten. Marioú ligger 227 meter över havet och antalet invånare är 303.
Terrängen runt Marioú är varierad. Havet är nära Marioú åt sydväst.  Närmaste större samhälle är Rethymnon, 19,2 km norr om Marioú. Omgivningarna runt Marioú är en mosaik av jordbruksmark och naturlig växtlighet.